# Beeck (Remscheid)

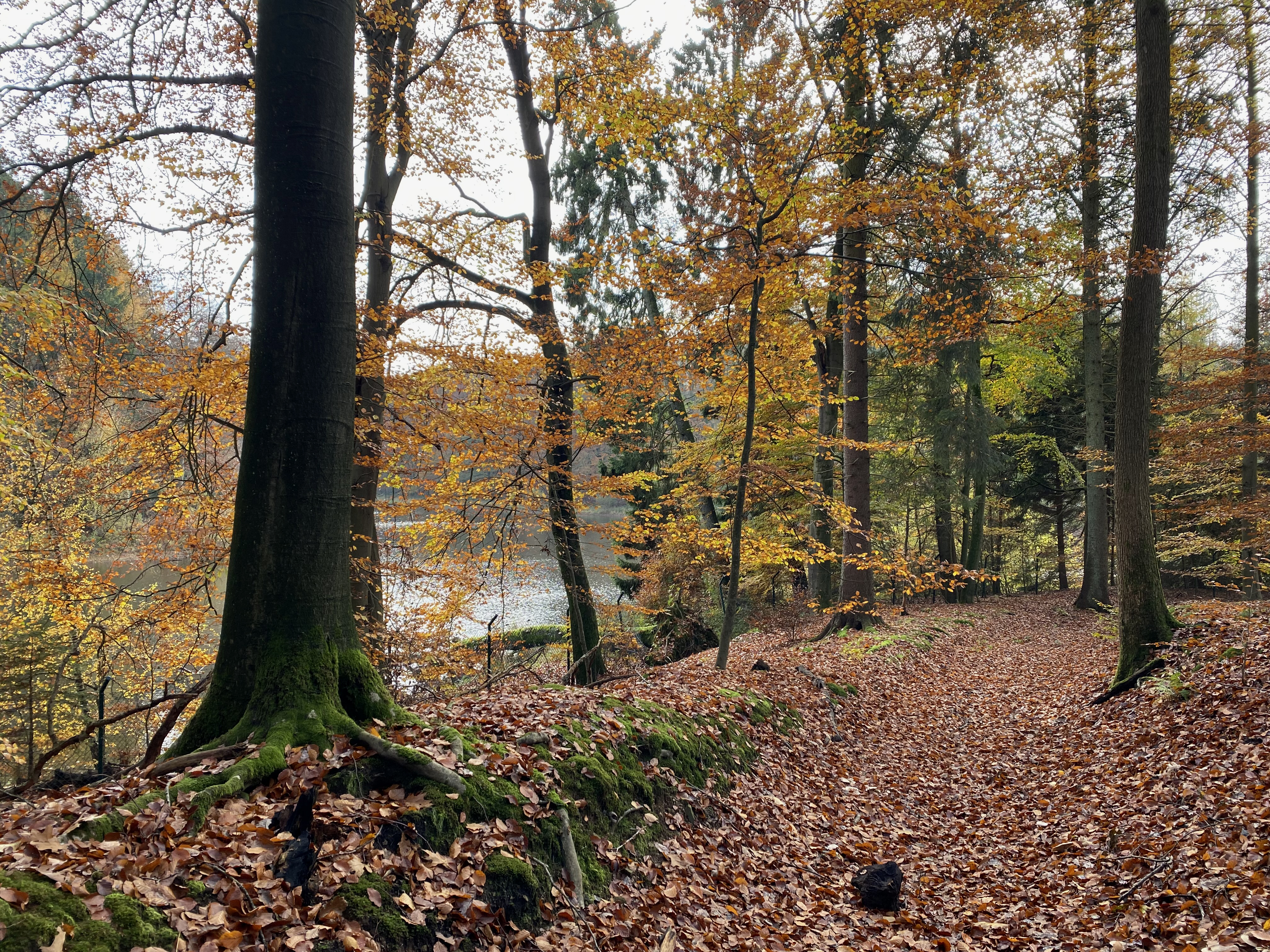
Alte Heerstraße an der Eschbachtalsperre

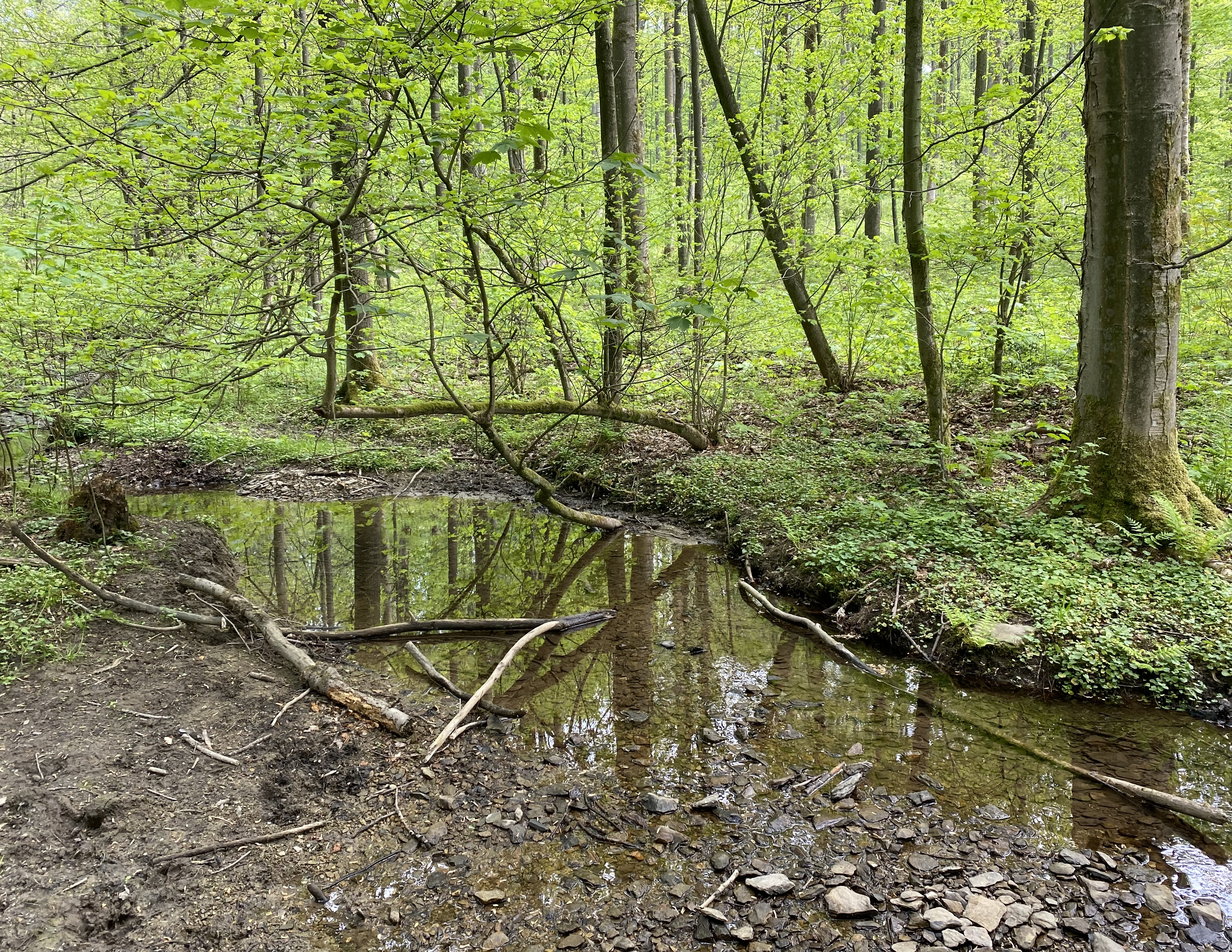
Erlenbruchwald des Naturschutzgebietes Beek am Grenzwall

Beeck war eine Hofschaft im Südosten der bergischen Großstadt Remscheid in Nordrhein-Westfalen.

## Lage und Beschreibung
Beeck gehörte zum statistischen Stadtteil Grenzwall des Stadtbezirks Lennep und lag am Stöcker Bach, einem Zulauf der Eschbachtalsperre. Benachbarte Wohnplätze und Hofschaften sind Stöcken, Piepersberg, Jägerhaus, Buchholzen, Grenzwall und Birgden I. Bauliche Reste der Hofschaft Beeck lassen sich am Rundwanderweg A2 um die Eschbachtalsperre noch erkennen: Eine Bruchsteinmauer, Dachpfannenscherben, ein Grenzstein und die Fahrspuren der mittelalterlichen Heer- und Handelsstraße Dortmund-Remscheid-Lennep-Köln.
Der Bereich um Beeck ist Teil des Naturschutzgebietes eines Erlenbruchwaldes vom Stöckener Bachtal und dem Bachtal der Beek am Grenzwall, die nahe der Wüstung Beeck in den Stöckener Bach mündet.

## Etymologie und Geschichte
Beck, Becke, Beek sind eine niederdeutsche Form von Bach.
Beeck wurde erstmals 1513 als Luynynges Beck urkundlich erwähnt. Die Karte Topographia Ducatus Montani aus dem Jahre 1715 zeigt den Hof als a.d. Bach  Im 18. Jahrhundert gehörte der Ort zum bergischen Amt Bornefeld-Hückeswagen.
1815/16 lebten 18 Einwohner im Ort. 1832 war Beeck Teil der altbergischen Landgemeinde Fünfzehnhöfe, die nun der Bürgermeisterei Wermelskirchen angehörte. Der laut der Statistik und Topographie des Regierungsbezirks Düsseldorf als Ackergut bezeichnete Ort besaß zu dieser Zeit drei Wohnhäuser und drei landwirtschaftliche Gebäude. Zu dieser Zeit lebten 28 Einwohner im Ort, davon einer katholischen und 27 evangelischen Glaubens.
Im Gemeindelexikon für die Provinz Rheinland werden für das Jahr 1885 drei Wohnhäuser mit 14 Einwohnern angegeben. Der Ort gehörte zu dieser Zeit zur  Bürgermeisterei Fünfzehnhöfe innerhalb des Kreises Lennep. 1895 besitzt der Ort drei Wohnhäuser mit 14 Einwohnern, 1905 vier Wohnhäuser und 37 Einwohner. 1906 wurde die Bürgermeisterei Fünfzehnhöfe mit Leverkusen in die Stadt Lennep eingemeindet.
1906 wurde die Bürgermeisterei Fünfzehnhöfe mit Beeck in die Stadt Lennep eingemeindet, die 1929 ihrerseits in Remscheid eingemeindet wurde. Der Ort fiel Mitte der 1970er Jahre wüst.